# Застирець Йосип Якович

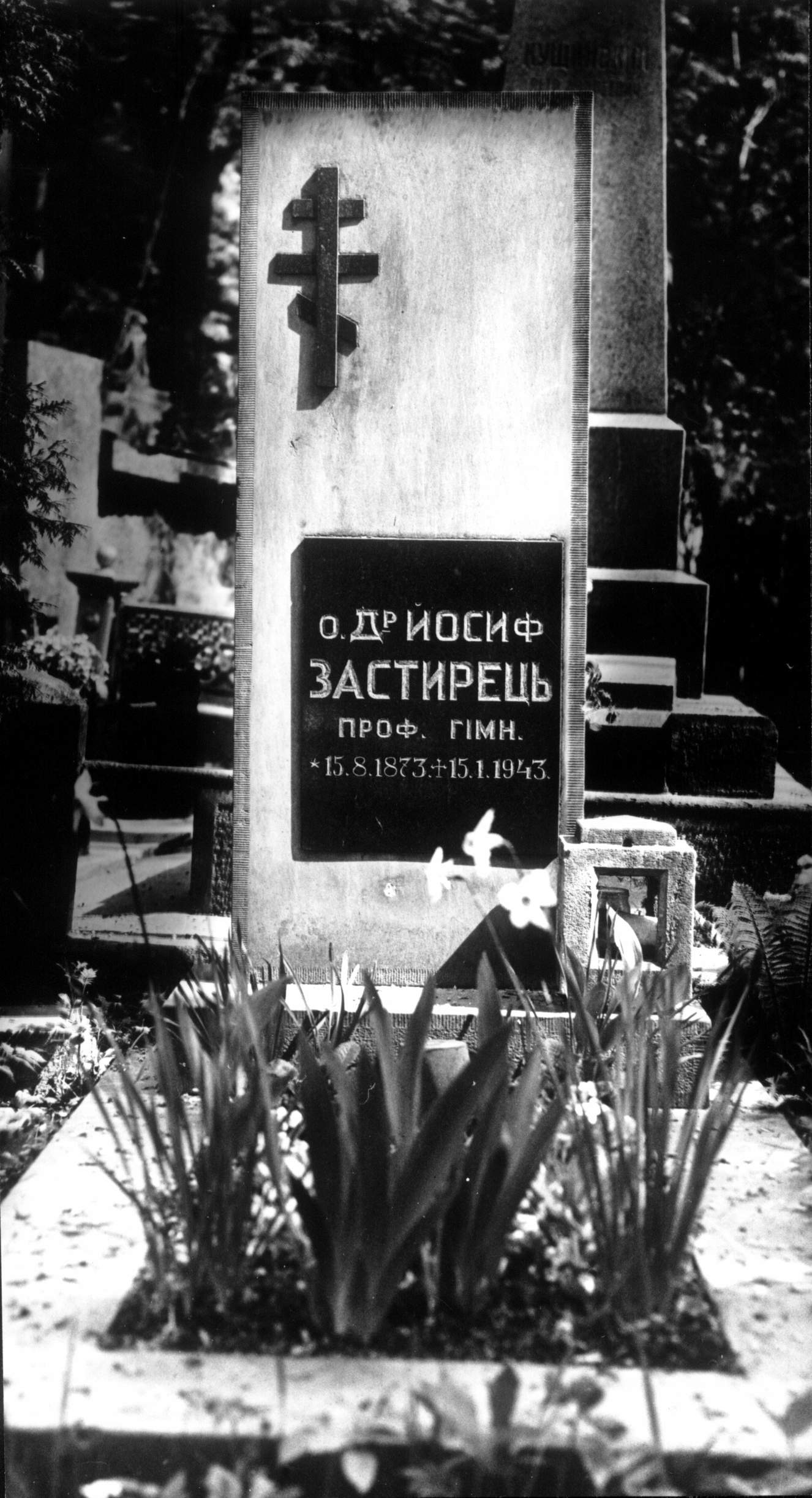
Надгробок на могилі Йосифа Застирця

Йо́сип Я́кович Засти́рець (15 серпня 1873, Конюшків — 15 січня 1943) — священник УГКЦ, український письменник, філософ, громадський та освітній діяч на теренах Галичини. Доктор філософії (1914).

## Життєпис
Народився на хуторі Романца поблизу с. Конюшків на Бродівщині.
Навчався у Бродівській гімназії, Львівській духовній семінарії та Львівському університеті. Рукоположений священником у 1898 році.
Душпастир у Бережанах, катехит місцевої народної школи, викладач гімназії. У 1902 році почав працювати у Львівській академічній, звідки перейшов до 4-ї польської гімназії. Від 1904 року працював у Бучачі. В 1907–1914 роках — катехит Тернопільської української гімназії. 
В 1908 році Йосипа Застиреця було призначено головою Інституту жіночого імені княгині Ярославни, професором гімназії.
На початку першої світової заарештований російськими окупантами. В 1915–1917 роках — організатор та керівник української учительської семінарії. Після повернення до Львова у 1917 році почав викладати у Львівській академічній гімназії, в якій працював до виходу на пенсію: голова читальні товариства «Просвіта», осередку товариства «Рідна школа».
У Відні ініціював встановлення меморіальної дошки на будинку, в якому проживали і перекладали Біблію українською мовою Пантелеймон Куліш та Іван Пулюй.
Підготував друге видання «Русалки Дністрової», надруковане 1910 році в Тернополі. Це було перше видання цєї збірки, здійснене на території Україні. Друге видання «Русалки Дністрової» з дарчим автографом Й. Застирця з датою 10 березня 1910 р. зберігається сьогодні у Львівській науковій бібліотеці ім. В. Стефаника АН УРСР.
У листопаді 1915 року віденський професор, доктор філософії Йосип Застирець представив І. Франка на здобуття Нобелівської премії.
Й. Застирець був, як він підписався під поданням на премію А. Нобеля, гімназійним професором, доктором філософії, керівником учительського закладу.
Похований на Личаківському цвинтарі у Львові.